# EMUI
Emotion UI (EMUI), i també conegut com Magic UI als telèfons intel·ligents Honor des del 2019, va ser un sistema operatiu mòbil HarmonyOS / Android desenvolupat per l'empresa tecnològica xinesa Huawei. S'utilitzava als telèfons intel·ligents i tauletes de l'empresa.
En comptes dels serveis mòbils de Google, els dispositius EMUI han utilitzat els serveis mòbils de Huawei, com ara la Huawei AppGallery, des del 2020 a causa de les sancions dels Estats Units imposades durant la guerra comercial contra la Xina. De la versió 13 (2022), Huawei també va incloure el microkernel HarmonyOS TEE amb el sistema Android; aquest micronucli, per exemple, gestionava funcions de seguretat d'identitat com ara l'autenticació d'empremtes digitals.

## Història
El 30 de juliol del 2012, Huawei va presentar Emotion UI 1.0, basat en Android 4.0. Compta amb una aplicació d'assistent de veu (només en xinès), pantalles d'inici personalitzables i canvi de tema. L'empresa va llançar fitxers d'instal·lació per a Ascend P1 a través del seu lloc web. L'empresa afirma que és "probablement el sistema més emocional del món".
El 4 de setembre del 2014, la companyia va anunciar EMUI 3.0, juntament amb Ascend Mate 7 a l'esdeveniment pre- IFA a Berlín. La interfície d'usuari es va anomenar des d'aleshores "EMUI" en lloc de "Emotion UI". A la Xina continental, el llançament presenta la botiga d'aplicacions Huawei AppGallery; els mercats internacionals van continuar utilitzant Google Play.
A finals de 2015, Huawei va presentar EMUI 4.0, basat en Android Marshmallow. El 2016 es va presentar EMUI 5.0, basat en Android Nougat. El 2017, Huawei va presentar EMUI 8.0, basat en Android Oreo; a partir d'aquesta versió, el número de versió ara s'alinearia amb el de la versió d'Android de la qual es va derivar.
El 20 d'octubre de 2022, Huawei va presentar EMUI 13 al seu lloc web oficial. Va heretar les principals característiques presentades amb HarmonyOS 3, com ara ginys que es poden apilar uns sobre els altres o carpetes que es poden canviar de mida com ginys d'Android.
Independent Honor, MagicOS 8 amb Android 14 va informar el 21 de juliol del 2023 d'un llançament retardat al novembre, que finalment es va llançar el 10 de gener del 2024.
HarmonyOS 4.0 es va llançar el 4 d'Agost del 2023.